# Transazione Forex Spot
Una transazione spot in valuta estera, nota anche come FX spot, è un accordo tra due parti per acquistare una valuta contro la vendita di un'altra valuta a un prezzo concordato per il regolamento alla data spot. Il tasso di cambio al quale viene eseguita la transazione è chiamato tasso di cambio a pronti. A partire dal 2010, il turnover medio giornaliero delle transazioni spot valutarie globali ha raggiunto quasi 1,5 bilioni di dollari, contando il 37,4% di tutte le transazioni in valuta estera. Le transazioni a pronti su valute sono aumentate del 38% portandosi a 2.0 trilioni di dollari da aprile 2010 ad aprile 2013.

## Data di regolamento
Il periodo di regolamento standard per le transazioni a pronti in valuta è T+2; ovvero due giorni lavorativi dalla data di negoziazione. Eccezioni degne di nota sono le coppie di valute USD/CAD, USD/TRY, USD/PHP, USD/RUB e USD/KZT e USD/PKR offshore, che si attestano a T+1. La maggior parte dei pagamenti FX per le PMI viene effettuata tramite Spot FX, in parte perché le aziende non sono a conoscenza delle alternative. 

## Metodi di esecuzione
I comuni metodi per eseguire una transazione FX in valuta estera a pronti sono: 
- Diretto - Eseguito direttamente tra due parti e non mediato da una terza parte. Ad esempio, una transazione eseguita tramite comunicazione telefonica diretta o sistemi di negoziazione elettronica diretta come Reuters Conversational Dealing
- Sistemi elettronici di intermediazione - Eseguiti tramite sistema automatizzato di corrispondenza degli ordini per i commercianti di valuta estera. Esempi di tali sistemi sono EBS e Reuters Matching 2000/2
- Sistemi di negoziazione elettronica - Eseguiti tramite una piattaforma proprietaria di una sola banca o un sistema di negoziazione multibanca. Esempi di sistemi multibanca includono Fortex Technologies, Inc., 360TGTX, FXSpotStream LLC, Integral, FXall, HotSpotFX, Currenex, LMAX Exchange, FX Connect, Prime Trade, Globalink, Seamless FX ed eSpeed
- Broker vocale - Eseguito telefonicamente con un broker vocale.